# Fly (Jazzband)
Fly ist eine US-amerikanische Jazzband, die aus Mark Turner (Saxophone), Larry Grenadier (Kontrabass) und Jeff Ballard (Schlagzeug) besteht.
Die Musiker gründeten das pianolose Trio, nachdem sie zuvor in Chick Coreas Bandprojekt Originations zusammengearbeitet hatten; Ballard und Grenadier hatten bereits als Jugendliche in Kalifornien miteinander gespielt. 2003 entstand bei Savoy Records das Debütalbum Fly, das im Folgejahr veröffentlicht wurde. Im Januar 2008 nahm das Trio in New York das zweite Album Sky & Country auf, das bei ECM erschien. 2010 trat das Trio, das sich als „demokratisches Kollektiv“ versteht, bei dem jedes Mitglied Stücke zum Repertoire beisteuert und keiner als Bandleader agiert, auf Jazz Baltica und auf dem Newport Jazz Festival auf. 2012 folgte das Album Year of the Snake. Stilistisch orientiert sich das Trio Allmusic zufolge an Aufnahmen von John Coltrane und Wayne Shorter auf dem Blue Note-Label.

## Diskographie
- Fly (Savoy, 2003)
- Sky & Country (ECM, 2008)
- Year Of The Snake (ECM, 2011)